# Perove (Crimea)
|  | Per a altres significats, vegeu «Perovo». |

Perove (en (ucraïnès): Перове, en rus: Перово, Perovo) és un poble de la República Autònoma de Crimea a Ucraïna, que el 2021 tenia 3.995 habitants. Pertany al districte de Simferòpol.